# اپتنته
اپتنته (به لهستانی:  Aptynty) یک روستا در لهستان است که در گمینا بارچیانه واقع شده‌است. اپتنته ۲۵۰ نفر جمعیت دارد.